# 熊本県道213号内牧坂梨線
熊本県道213号内牧坂梨線（くまもとけんどう213ごう うちのまきさかなしせん）は、熊本県阿蘇市を通る一般県道である。

## 概要
阿蘇外輪山の麓を通る。

### 路線データ
- 起点：熊本県阿蘇市内牧（国道212号交点、熊本県道110号阿蘇一の宮線起点）
- 終点：熊本県阿蘇市一の宮町坂梨（坂梨交差点、国道57号・国道265号交点）

## 歴史
- 1960年（昭和35年）4月1日 - 熊本県告示第203号により路線認定[1]。当時の整理番号は163番。
- 2019年（令和元年）8月7日 - 三野工区のバイパスが開通[2]。
- 2021年（令和3年）3月30日 - 熊本県告示第304号により、三野地区のバイパスと並行する旧道の県道指定が解除される[3]。

## 路線状況

### 重複区間
- 熊本県道110号阿蘇一の宮線（阿蘇市内牧（起点） - 阿蘇市小池）

## 地理

### 通過する自治体
- 阿蘇市

### 交差する道路
| 交差する道路                                     | 交差する場所 | 交差する場所      |
| ------------------------------------------------ | ------------ | ----------------- |
| 国道212号 熊本県道110号阿蘇一の宮線 重複区間起点 | 内牧         | 起点              |
| 熊本県道110号阿蘇一の宮線 重複区間終点           | 小池         |                   |
| 大分県道・熊本県道11号別府一の宮線               | 一の宮町三野 |                   |
| 国道57号 国道265号                               | 一の宮町坂梨 | 坂梨交差点 / 終点 |

### 沿線
- 阿蘇内牧温泉
- はな阿蘇美
- 象ヶ鼻
- 卯ノ鼻